# Isavirus salaris
Genre
Espèce
Synonymes
- Salmon isavirus (ICTV, 2017)
- Infectious salmon anemia virus (ICTV, 2002)

L’isavirus du saumon (VAIS), ou Isavirus salaris (précédemment Salmon isavirus), est une espèce de virus responsable de l'anémie infectieuse du saumon (AIS) (classée dans la liste des dangers sanitaires de première catégorie), affectant le Saumon atlantique (Salmo salar), la Truite arc-en-ciel (Oncorhynchus mykiss) et la Truite fario (Salmo trutta), des fermes piscicoles, au Canada, en Norvège, en Écosse, au Chili..., causant de lourdes pertes pour les exploitations infectées.
C’est la seule espèce connue du genre Isavirus de la famille des Orthomyxoviridae.